# Myśli nadwartościowe
Myśli nadwartościowe (idee nadwartościowe) – rodzaj przekonań wyznawanych przez osobę, które są zasadniczo prawdziwe (nie są urojeniami), ale mają nadmierny wpływ na jej decyzje i zachowanie, wyraźnie odróżniając się na tle wpływu innych wyznawanych przez nią poglądów. 
Osoba ogarnięta myśleniem nadwartościowym nie traci poczucia rzeczywistości, jednak jej zachowanie określa się jako nieelastyczne, jednostronne, radykalne i fanatyczne. Przekonania nadwartościowe mogą dotyczyć zarówno różnych cech indywidualnych (np. wyglądu, sprawności, zdrowia), jak i relacji do świata (np. idei społecznych, religijnych, naukowych).
Występowanie myśli nadwartościowych może świadczyć o zaburzeniach osobowości u osób je doświadczających, jak również mogą one się pojawiać u ludzi całkowicie zdrowych psychicznie. Jeśli idee nadwartościowe występują z powodu zaburzeń osobowości mówi się o skrajnych ideach nadwartościowych; jeśli jednak ich przyczyny nie są psychopatologiczne i wynikają na przykład z posiadanej pasji, mowa jest o ideach dominujących lub wiodących.